# Абдур Рахман Кан
Абдур Рахман Кан (пашт. عبد رحمان خان; Кабул, 1844 - Кабул, 1. октобар 1901) био је авганистански емир, унук Дост Мухамеда.
На престо је дошао 1879. године, у току Другог англо-авганистанског рата, после абдикације Јакуб кана. Пошто је Велика Британија 1880. године наметнула своју доминацију Авганистану, Абдур Рахману је остала само унутрашња управа земљом. Сломио је моћ племенских поглавица и политички утицај верских првака, што му је омогућило да створи аутократску и централистичку државу. Творац је регуларне војске по европском узору. Уз материјалну и финансијску помоћ Велике Британије завео је и војну обавезу.